# Richardoestesia isosceles
Richardoestesia isosceles es una especie del género extinto Richardoestesia  de dinosaurio terópodo posiblemente dromeosáurido, que vivió a finales del período Cretácico superior, hace aproximadamente 76,5 a 75 millones de años, durante el Campaniense, en lo que es hoy Norteamérica. En 2001, Julia Sankey nombró esta segunda especie, Richardoestesia isosceles , basada en un diente, LSUMGS 489: 6238, de la Formación Aguja de Texas, que es de un tipo más largo y menos recurvado. Los dientes de R. isosceles también han sido identificados como de forma crocodiliforme, posiblemente pertenecientes a un sebecosuquio.
Debido a la disparidad en la ubicación y el tiempo de los muchos dientes referidos, los investigadores han puesto en duda la idea de que todos pertenecen al mismo género o especie, y es mejor considerar el género como un taxón de forma. Un estudio comparativo de los dientes publicado en 2013 demostró que  R. isosceles estaba presentes de manera definitiva en la Formación Dinosaur Park, que data de hace entre 76,5 y 75 millones de años y en la Formación Aguja, aproximadamente de la misma edad. Todos los demás dientes referidos probablemente pertenecen a especies diferentes, que no han sido nombradas debido a la falta de fósiles corporales para comparar.